# 多斑鳚
多斑鳚（学名：Laiphognathus multimaculatus），又名多斑寬頜鳚、狗鰷，为條鰭魚綱鳚形目鳚科寬頜鳚屬下的一个种，该物种主要分布于印度洋和西太平洋，從東非南至莫三比克，向東至新幾內亞與索羅門群島海域，深度2至8公尺，本魚體細長且側扁，頭小, 沒有冠膜，前後鼻鬚皆分枝，身體灰白色，且有小的黑色斑點，体长可达4公分，棲息在有沿岸有遮蔽的礁石區和潟湖，生活習性不明。